# Seventh Son of a Seventh Son
Seventh Son of a Seventh Son (укр. Сьомий син сьомого сина) — сьомий студійний альбом хеві-метал гурту Iron Maiden, виданий в 1988 році.

## Про альбом
Seventh Son of a Seventh Son є першим концептуальним альбомом гурту: незважаючи на відсутність текстових інтерлюдій, його пісні складаються в приблизний сюжет. Це розповідь про Сьомого Сина Сьомого Сина, дитину, з народження наділену надприродними здібностями до передбачення. Історія базується на книгах Орсона Скотта Карда.
Seventh Son of a Seventh Son став четвертою платівкою гурту, в записі якої взяв класичний склад учасників: (Брюс Дікінсон — вокал, Стів Гарріс — бас-гітара, Дейв Меррей — гітара, Адріан Сміт — гітара, Ніко Мак-Брейн — ударні). На альбомі вперше помічено появу клавішних інструментів, які прийшли на заміну гітарних синтезаторів, використаних у попередньому альбомі гурту. Обкладинка альбому виконана беззмінним на той період оформлювачем гуртом Дереком Ріггсом.

## Список композицій
| Перша сторона | Перша сторона             | Перша сторона          | Перша сторона |
| #             | Назва                     | Автор                  | Тривалість    |
| ------------- | ------------------------- | ---------------------- | ------------- |
| 1.            | «Moonchild»               | Сміт, Дікінсон         | 5:40          |
| 2.            | «Infinite Dreams»         | Гарріс                 | 6:08          |
| 3.            | «Can I Play with Madness» | Сміт, Дікінсон, Гарріс | 3:31          |
| 4.            | «The Evil That Men Do»    | Сміт, Дікінсон, Гарріс | 4:33          |

| Друга сторона | Друга сторона                  | Друга сторона    | Друга сторона |
| #             | Назва                          | Автор            | Тривалість    |
| ------------- | ------------------------------ | ---------------- | ------------- |
| 5.            | «Seventh Son of a Seventh Son» | Гарріс           | 9:53          |
| 6.            | «The Prophecy»                 | Меррей, Гарріс   | 5:05          |
| 7.            | «The Clairvoyant»              | Гарріс           | 4:27          |
| 8.            | «Only the Good Die Young»      | Гарріс, Дікінсон | 4:40          |
| 43:57         |                                |                  |               |

| Бонус CD перевидання 1995 року | Бонус CD перевидання 1995 року       | Бонус CD перевидання 1995 року        | Бонус CD перевидання 1995 року |
| #                              | Назва                                | Автор                                 | Тривалість                     |
| ------------------------------ | ------------------------------------ | ------------------------------------- | ------------------------------ |
| 1.                             | «Black Bart Blues»                   | Гарріс, Дікінсон                      | 6:41                           |
| 2.                             | «Massacre» (кавер-версія Thin Lizzy) | Філ Лайнотт, Скотт Горем, Браян Дауні | 2:53                           |
| 3.                             | «Prowler '88»                        | Гарріс                                | 4:07                           |
| 4.                             | «Charlotte the Harlot 88»            | Меррей                                | 4:11                           |
| 5.                             | «The Clairvoyant» (live)             | Гарріс                                | 4:27                           |
| 6.                             | «The Prisoner» (live)                | Сміт, Гарріс                          | 6:09                           |
| 7.                             | «Infinite Dreams» (live)             | Гарріс                                | 6:03                           |
| 8.                             | «Killers» (live)                     | Пол ДіАнно, Гарріс                    | 5:03                           |
| 9.                             | «Still Life» (live)                  | Меррей, Гарріс                        | 4:38                           |

## Учасники запису
- Брюс Дікінсон — вокал
- Дейв Меррей — гітара
- Адріан Сміт — гітара, синтезатор
- Стів Гарріс — бас-гітара, синтезатор
- Ніко МакБрейн — ударні

## Позиції в чартах

### Альбом
| Країна          | Чарт (1988)                 | Найвища позиція |
| --------------- | --------------------------- | --------------- |
| Австрія         | Ö3 Austria Top 40           | 6               |
| Німеччина       | Media Control Charts        | 4               |
| Нідерланди      | MegaCharts                  | 2               |
| Нова Зеландія   | RIANZ                       | 3               |
| Норвегія        | VG-lista                    | 3               |
| Італія          | FIMI                        | 8               |
| Швеція          | Sverigetopplistan           | 2               |
| Швейцарія       | Swiss Hitparade             | 2               |
| Велика Британія | Official Albums Chart       | 1               |
| США             | Billboard 200               | 12              |
| Країна          | Чарт (2010)                 | Найвища позиція |
| Греція          | IFPI Greece                 | 45              |
| Країна          | Чарт (2013)                 | Найвища позиція |
| Фінляндія       | The Official Finnish Charts | 40              |
| Німеччина       | Media Control Chart         | 96              |
| Норвегія        | VG-lista                    | 25              |
| Швеція          | Sverigetopplistan           | 32              |